# Massimo Melucci
Massimo Melucci (Rimini, 22 novembre 1978) è un allenatore di calcio ed ex calciatore italiano, di ruolo difensore, tecnico della formazione Primavera della Virtus Entella.

## Caratteristiche tecniche
Difensore centrale alto e forte fisicamente, può ricoprire sia la posizione di centro-destra sia quella di centro-sinistra. Durante la sua militanza nello Spezia ha giocato anche come centrale in una difesa a tre, e all'occorrenza come terzino destro.

## Carriera

### Giocatore
Dopo essere cresciuto nel San Marino e nel Ravenna con cui viene convocato in prima squadra senza mai esordire, nel 1998 passa alla Triestina, dove gioca un anno in Serie C2 agli ordini di Andrea Mandorlini, già allenatore in seconda nel Ravenna.
Nel 1999 Mandorlini passa allo Spezia e Melucci lo segue. Nella prima stagione è titolare nella difesa ligure e contribuisce alla vittoria del campionato di Serie C2. Riscattato dallo Spezia nel 2001, vi milita fino al 2003, sempre in Serie C1.
Nel 2003 si trasferisce ai rivali del Pisa, dove gioca per altri due campionati di Serie C1. Nel 2005 viene ceduto al Venezia in Serie C2; vi rimane per un biennio, ottenendo la promozione in C1 nella prima stagione e raggiungendo i playoff per la Serie B nella seconda stagione.
Nel 2007 fa il suo debutto in Serie B con la maglia dell'Ascoli, espressamente richiesto dall'allenatore Iaconi che lo aveva avuto al Pisa; nelle Marche gioca da titolare per due stagioni. Nel 2009 passa al Grosseto ancora in Serie B, dove il primo anno gioca con continuità, mentre nella seconda stagione gioca da titolare fino ad ottobre prima di essere messo ai margini della squadra. Nel gennaio 2011 passa al Cittadella ancora nel campionato cadetto.
Il 31 agosto 2011 firma un contratto che lo lega al Piacenza, squadra militante in Lega Pro Prima Divisione, con la quale fa il suo debutto nella vittoria per 2-1 contro il Südtirol del 4 settembre. Segna il suo primo gol con la maglia biancorossa il 25 settembre successivo nella partita contro la Cremonese persa per 3-1. La domenica successiva nella partita contro il Portogruaro segna la sua prima doppietta in carriera, risultando decisivo per il 2-2 finale.
Il 26 febbraio nella partita con la Feralpisalò subisce la rottura del tendine d'achille, chiudendo così in anticipo la sua stagione. Al termine della stagione rimane svincolato a causa del fallimento del club emiliano e nel novembre successivo viene ingaggiato dalla Carrarese, sempre in Prima Divisione. Fa il suo debutto con il toscani il 18 novembre successivo nella partita pareggiata per 2-2 in casa della Fidelis Andria. Chiude la stagione con i toscani con 15 presenze retrocedendo in Seconda Divisione e rimanendo svincolato; nel dicembre successivo viene ingaggiato dal Delta Porto Tolle, in Lega Pro Seconda Divisione Fa il suo debutto con i veneti il primo dicembre nella partita vinta 2-0 in casa del Renate. Segna la sua prima rete con i biancoblu il 22 dicembre successivo nella partita vinta per 3-2 contro l'Alessandria. Termina la stagione con 19 presenze e un gol in campionato e quattro presenze nei play-out che sanciscono la retrocessione del Delta Porto Tolle in Serie D.

### Allenatore
Nel gennaio 2015 diventa vice di Paolo Favaretto, suo allenatore la stagione precedente, sulla panchina del Real Vicenza. Viene esonerato, insieme a Favaretto, dopo circa un mese.
La stagione successiva diventa vice di Gianpaolo Castorina alla guida della Primavera della Virtus Entella.
Rimane vice di Castorina anche quando, a partire dalla ultime tre giornate del campionato di serie B 2016-2017, questi diventa allenatore della prima squadra dei liguri. Ricopre il ruolo anche nella prima parte della stagione successiva, fino all'esonero di Castorina, avvenuto il 5 novembre 2017. Nell'estate successiva, quando Castorina ritorna all'Entella assumendo la guida della formazione Berretti, Melucci lo segue con il ruolo di vice. Al termine della stagione i due guidano la squadra alla vittoria del campionato e della supercoppa. Rimane secondo di Castorina anche la stagione successiva quando, a seguito del ritorno dei liguri in Serie B, la squadra milita nel campionato Primavera 2.
Con l'abbandono di Castorina, nel luglio 2020, passa alla guida della formazione Under-16 dell'Entella. Il 12 aprile 2021 viene promosso alla guida della Primavera al posto di Gennaro Volpe, chiamato alla guida della prima squadra. Con Melucci alla guida la squadra ottiene 4 vittorie, 1 pareggio e 2 sconfitte, terminando il girone B del campionato al quarto posto, a pari punti con il Napoli, giunto terzo, mancando quindi la qualificazione ai play-off. L’8 giugno seguente viene confermato alla guida della Primavera anche per la stagione seguente, nella quale ottiene un settimo posto mancando l'accesso ai play-off promozione. Confermato anche per il 2022-2023, chiude l'annata al terzo posto, uscendo poi ai quarti di finale dei play-off promozione, risultato che gli vale la riconferma per l'annata successiva.
Il 17 settembre 2023, a seguito dell'esonero di Gennaro Volpe, viene promosso alla guida della prima squadra ad interim, esordendo alla guida della prima squadra due giorni più tardi, in occasione della sconfitta per 2-0 sul campo della Vis Pesaro. La partita contro i marchigiani rimane la sua unica apparizione con la prima squadra poiché il 20 settembre seguente, con la nomina di Fabio Gallo ad allenatore dei liguri, ritorna alla guida della formazione Primavera.

## Statistiche

### Presenze e reti nei club
| Stagione        | Squadra           | Campionato      | Campionato | Campionato | Coppe nazionali | Coppe nazionali | Coppe nazionali | Coppe continentali | Coppe continentali | Coppe continentali | Totale | Totale |
| Stagione        | Squadra           | Comp            | Pres       | Reti       | Comp            | Pres            | Reti            | Comp               | Pres               | Reti               | Pres   | Reti   |
| --------------- | ----------------- | --------------- | ---------- | ---------- | --------------- | --------------- | --------------- | ------------------ | ------------------ | ------------------ | ------ | ------ |
| 1998-1999       | Triestina         | C2              | 17         | 0          | -               | -               | -               | -                  | -                  | -                  | 17     | 0      |
| 1999-2000       | Spezia            | C2              | 25         | 0          | -               | -               | -               | -                  | -                  | -                  | 25     | 0      |
| 2000-2001       | Spezia            | C1              | 24         | 1          | -               | -               | -               | -                  | -                  | -                  | 24     | 1      |
| 2001-2002       | Spezia            | C1              | 31+2       | 0          | -               | -               | -               | -                  | -                  | -                  | 33     | 0      |
| 2002-2003       | Spezia            | C1              | 28         | 0          | CI              | 2               | 0               | -                  | -                  | -                  | 30     | 0      |
| Totale Spezia   | Totale Spezia     | Totale Spezia   | 108+2      | 1          |                 | 2               | 0               |                    | -                  | -                  | 112    | 1      |
| 2003-2004       | Pisa              | C1              | 24         | 0          | CI              | 1               | 0               | -                  | -                  | -                  | 25     | 0      |
| 2004-2005       | Pisa              | C1              | 24         | 3          | -               | -               | -               | -                  | -                  | -                  | 24     | 3      |
| Totale Pisa     | Totale Pisa       | Totale Pisa     | 48         | 3          |                 | 1               | 0               |                    | -                  | -                  | 49     | 3      |
| 2005-2006       | Venezia           | C2              | 27         | 2          | -               | -               | -               | -                  | -                  | -                  | 27     | 2      |
| 2006-2007       | Venezia           | C1              | 23+2       | 0          | CI              | 2               | 0               | -                  | -                  | -                  | 27     | 0      |
| Totale Venezia  | Totale Venezia    | Totale Venezia  | 50+2       | 2          |                 | 2               | 0               |                    | -                  | -                  | 54     | 2      |
| 2007-2008       | Ascoli            | B               | 27         | 0          | CI              | 3               | 1               | -                  | -                  | -                  | 30     | 1      |
| 2008-2009       | Ascoli            | B               | 31         | 0          | CI              | 2               | 0               | -                  | -                  | -                  | 33     | 0      |
| Totale Ascoli   | Totale Ascoli     | Totale Ascoli   | 58         | 0          |                 | 5               | 1               |                    | -                  | -                  | 63     | 1      |
| 2009-2010       | Grosseto          | B               | 31         | 0          | CI              | 1               | 0               | -                  | -                  | -                  | 32     | 0      |
| 2010-gen. 2011  | Grosseto          | B               | 8          | 0          | CI              | 1               | 0               | -                  | -                  | -                  | 9      | 0      |
| Totale Grosseto | Totale Grosseto   | Totale Grosseto | 39         | 0          |                 | 2               | 0               |                    | -                  | -                  | 41     | 0      |
| gen.-giu. 2011  | Cittadella        | B               | 9          | 0          | CI              | 0               | 0               | -                  | -                  | -                  | 9      | 0      |
| 2011-2012       | Piacenza          | PD              | 19         | 3          | CI+CI LP        | 0               | 0               | -                  | -                  | -                  | 19     | 3      |
| 2012-2013       | Carrarese         | PD              | 15         | 0          | CI LP           | 0               | 0               | -                  | -                  | -                  | 15     | 0      |
| 2013-2014       | Delta Porto Tolle | SD              | 19+4       | 1          | CI LP           | 0               | 0               | -                  | -                  | -                  | 23     | 1      |
| Totale          | Totale            | Totale          | 382+8      | 10         |                 | 12              | 1               |                    | -                  | -                  | 402    | 11     |

### Statistiche da allenatore
Statistiche aggiornate al 20 settembre 2023. 
| Stagione        | Squadra         | Campionato      | Campionato | Campionato | Campionato | Campionato | Coppe nazionali | Coppe nazionali | Coppe nazionali | Coppe nazionali | Coppe nazionali | Coppe continentali | Coppe continentali | Coppe continentali | Coppe continentali | Coppe continentali | Altre coppe | Altre coppe | Altre coppe | Altre coppe | Altre coppe | Totale | Totale | Totale | Totale | % Vittorie | Piazzamento |
| Stagione        | Squadra         | Comp            | G          | V          | N          | P          | Comp            | G               | V               | N               | P               | Comp               | G                  | V                  | N                  | P                  | Comp        | G           | V           | N           | P           | G      | V      | N      | P      | %          | Piazzamento |
| --------------- | --------------- | --------------- | ---------- | ---------- | ---------- | ---------- | --------------- | --------------- | --------------- | --------------- | --------------- | ------------------ | ------------------ | ------------------ | ------------------ | ------------------ | ----------- | ----------- | ----------- | ----------- | ----------- | ------ | ------ | ------ | ------ | ---------- | ----------- |
| set. 2023       | Virtus Entella  | C               | 1          | 0          | 0          | 1          | CI-C            | -               | -               | -               | -               | -                  | -                  | -                  | -                  | -                  | -           | -           | -           | -           | -           | 1      | 0      | 0      | 1      | &0,00      | Ad Interim  |
| Totale carriera | Totale carriera | Totale carriera | 1          | 0          | 0          | 1          |                 | 0               | 0               | 0               | 0               |                    | -                  | -                  | -                  | -                  |             | -           | -           | -           | -           | 1      | 0      | 0      | 1      | 0,00       |             |

## Palmarès
- Campionato italiano di Serie C2: 2

Spezia: 1999-2000
Venezia: 2005-2006